# Batalha de Radzymin (1920)
A Batalha de Radzymin (polonês: Bitwa pod Radzyminem ) ocorreu durante a Guerra Polaco-Soviética (1919–21). A batalha ocorreu perto da cidade de Radzymin, cerca de 20 quilômetros (12 milhas) a nordeste de Varsóvia, entre 13 e 16 de agosto de 1920. Junto com a Batalha de Ossów e a contra-ofensiva polonesa da área do rio Wieprz, este confronto foi uma parte fundamental do que mais tarde ficou conhecido como a Batalha de Varsóvia. Também provou ser uma das batalhas mais sangrentas e intensas da Guerra Polaco-Soviética.
A primeira fase da batalha começou em 13 de agosto com um ataque frontal do Exército Vermelho na ponte de Praga. As forças russas capturaram Radzymin em 14 de agosto e romperam as linhas do 1º Exército Polonês, que defendia Varsóvia pelo leste. Radzymin mudou de mãos várias vezes em combates pesados. Diplomatas estrangeiros, com exceção dos embaixadores britânico e do vaticano, deixaram Varsóvia às pressas.

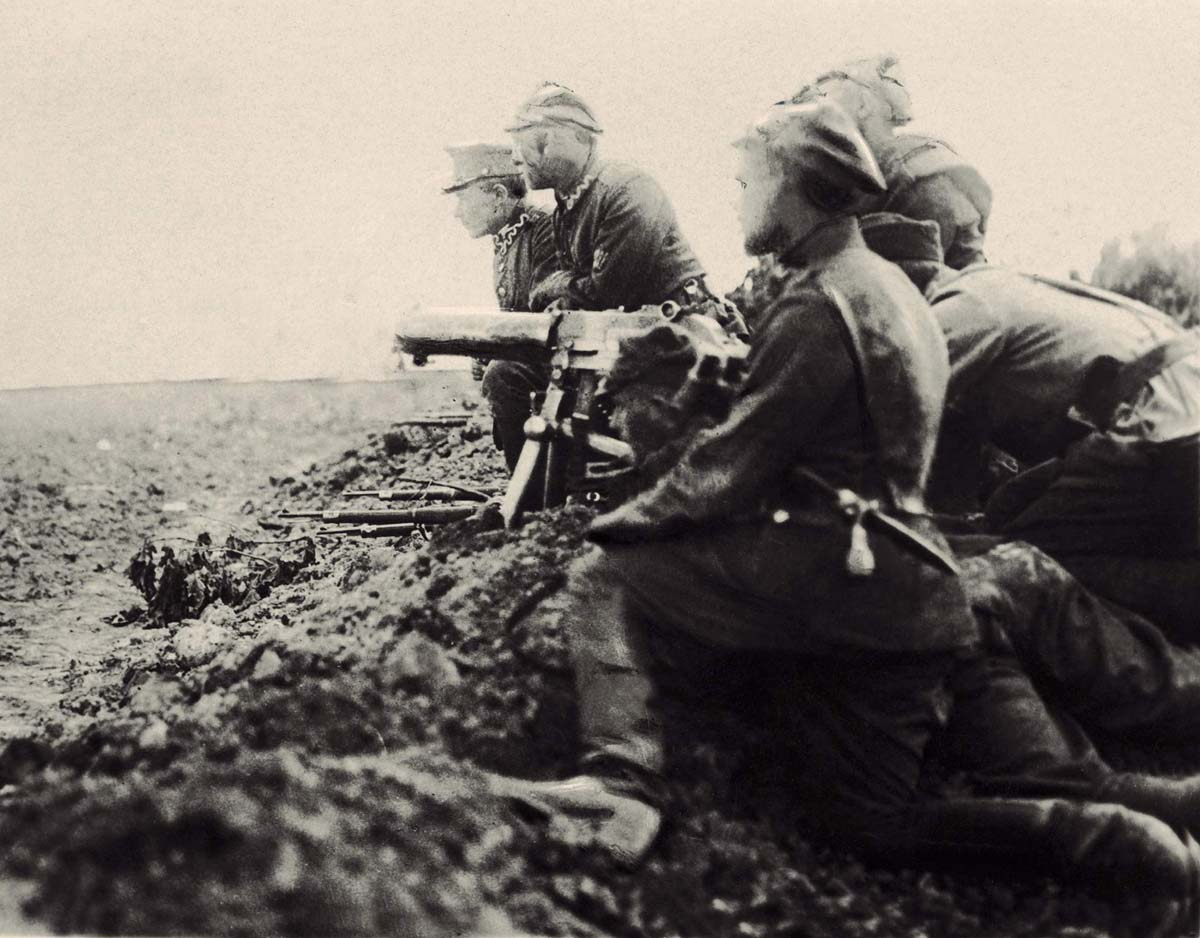
Infantaria polonesa em posições defensivas perto de Radzymin

O plano para a batalha era direto para ambos os lados. Os russos queriam romper as defesas polonesas para Varsóvia, enquanto o objetivo polonês era defender a área por tempo suficiente para uma contra-ofensiva em duas frentes do sul, liderada pelo general Józef Piłsudski, e do norte, liderado pelo general Władysław Sikorski, para flanquear as forças atacantes.
Após três dias de combates intensos, o 1º Exército Polonês do tamanho de um corpo sob o comando do general Franciszek Latinik conseguiu repelir um ataque direto de seis divisões de rifle do Exército Vermelho em Radzymin e Ossów. A luta pelo controle de Radzymin obrigou o general Józef Haller, comandante da Frente Polonesa Norte, a iniciar o contra-ataque do 5º Exército antes do planejado. Radzymin foi recapturado em 15 de agosto, e esta vitória provou ser um dos pontos de virada da batalha de Varsóvia. A contra-ofensiva estratégica foi bem-sucedida, afastando as forças soviéticas de Radzymin e Varsóvia e, por fim, paralisando quatro exércitos soviéticos.